# Rhynchophora
Rhynchophora es un género con dos especies de arbustos perteneciente a la familia Malpighiaceae. Es originario de Madagascar.

## Taxonomía
El género fue descrito por Jean Arènes  y publicado en Notulae Systematicae. Herbier du Museum de Paris  12: 127-129, en el año 1946. La especie tipo es Rhynchophora humbertii Arènes.

## Especies
- Rhynchophora humbertii Arènes
- Rhynchophora phillipsonii W.R.Anderson